# Last Mountain House Provincial Park
Last Mountain House Provincial Park är en park i Kanada.   Den ligger i provinsen Saskatchewan, i den sydöstra delen av landet, 2 200 km väster om huvudstaden Ottawa. Last Mountain House Provincial Park ligger 528 meter över havet.
Terrängen runt Last Mountain House Provincial Park är platt. Trakten runt Last Mountain House Provincial Park är nära nog obefolkad, med mindre än två invånare per kvadratkilometer.. Närmaste större samhälle är Lumsden, 13,9 km söder om Last Mountain House Provincial Park.
Trakten runt Last Mountain House Provincial Park består till största delen av jordbruksmark.